# Nicholas Rescher
Nicholas Rescher (prononcé en anglais : /ˈɹɛʃɚ/ ; prononcé en allemand : /ˈʁɛʃɐ/), né le 15 juillet 1928 à Hagen et mort le 5 janvier 2024 à Pittsburgh, est un philosophe germano-américain de l'université de Pittsburgh. Écrivain prolixe, il synthétise l’idéalisme allemand et britannique, et le pragmatisme américain.
Il est président du Centre de philosophie de la science (en) et a été président du département de philosophie. Il a été président de l'American Catholic Philosophy Association, American G.W. Leibniz Society, American Metaphysical Society, American Philosophical Association et C.S. Peirce Society. Il est le fondateur du American Philosophical Quarterly (en).

## Biographie

### Jeunesse et éducation
Nicholas Rescher est natif de Hagen en Allemagne. À 10 ans, il déménage aux États-Unis où il obtient un diplôme en mathématique au Queens College. Il s'inscrit à l'université de Princeton où il obtient un doctorat en philosophie en 1951 : à 22 ans, il est la plus jeune personne à recevoir ce titre dans ce département,. De 1952 à 1954, il fait son service militaire dans l'United States Marine Corps. De 1954 à 1957, il travaille dans la division mathématique de la Rand Corporation.

### Carrière
Nicholas Rescher a commencé sa carrière à l'université de Princeton en 1951,. Il a rejoint le département de philosophie de l'université de Pittsburgh en 1961 où il devient, l'année suivante, le premier président directeur du nouveau centre pour la philosophie de la science. En 1964, il fonde l'American Philosophical Journal. De 1980 à 1981, Nicholas Rescher est président du département de philosophie. En juillet 1988, il devient vice-président du centre pour la philosophie de la science. En 2010, il a fait don de sa collection de philosophie à la librairie Hillman (en).
Membre honoraire du Corpus Christi College, il est élu membre de l'Académie américaine des arts et des sciences, de la Royal Asiatic Society of Great Britain and Ireland, de l'Academia Europaea, de la Société royale du Canada et de l'Institut International de Philosophie, entre autres.
Nicholas Rescher publie plus de 100 livres et 400 articles,,. Le philosophe Michele Marsonet (en), qui a publié largement sur la philosophie de Rescher, écrit que sa publication prolifique est l'objection la plus commune contre Rescher. Nicholas Rescher a décrit sa propre approche à la philosophie comme la synthèse de l'idéalisme allemand, de l'idéalisme britannique et du pragmatisme américain.

## Activité philosophique
La biographie universitaire de Nicholas Rescher décrit son travail philosophique ainsi :
« Son travail prévoit une tension dialectique entre nos aspirations synoptiques pour la connaissance utile et nos limitations humaines d'enquêteurs. L'élaboration de ce projet représente des approches multiples aux questions philosophiques fondamentales qui tisse ensemble les fils de pensée de la philosophie de la science et de l'idéalisme continental et du pragmatisme américain. »
Vers la fin des années 1960, ses études ont été concentrées sur la logique arabe médiévale, mais il a bientôt élargi ses domaines d'enquête dans la métaphysique et l'épistémologie se penchant sur le pragmatisme méthodologique. Dans les années 1970, il s'est concentré sur le pragmatisme américain mettant l'accent sur les écrits de C.S. Peirce, qui devait compter parmi ses influences majeures.
Il a contribué à la futurologie, et avec Olaf Helmer (en) et Norman Dalkey, il invente la méthode de Delphes. Admirateur perpétuel de la philosophie de Leibniz, Nicholas Rescher a contribué à la reconstruction de la machina deciphratoria de Leibniz, ancêtre de la fameuse machine Enigma cipher. Nicholas Rescher est aussi responsable de deux redécouvertes historiques et reconstructions : le modèle d'évolution cosmique d'Anaximandre, et la théorie médiévale de syllogistique modale.

## Honneurs et prix
Nicholas Rescher a été honoré plusieurs fois pour son travail. En 1984, il a reçu le prix Humboldt. En 2005, il a reçu le prix Mercier (en), et en 2007 la médaille Aquinas de l'American Catholic Philosophical Association (en). En 2011, ses contributions à la philosophie ont été reconnues avec la première croix de l'ordre du Mérite de la République fédérale d'Allemagne. Il détient huit titres honorifiques.
À titre de maître de conférence d'Oxford à l'université de Constance, l'université de Salamanque, l'université Louis-et-Maximilien de Munich et l'Université de Marbourg, on lui a attribué les bourses de la fondation Ford, la bourse Guggenheim et la bourse de la National Science Foundations.
En 2010, l'université de Pittsburgh a créé le fonds Nicholas Rescher pour les contributions à la philosophie systématique. Le premier destinataire du prix fut l'ancien étudiant de Nicholas Rescher, Ernest Sosa.

## Concepts éponymes
- Logique : quantificateur de Rescher
- Logique non classique : moteur d'inférence et implication de Dienes–Rescher ; relation de conséquence de Rescher-Manor
- Logique paracohérente : sémantique de Rescher–Brandom
- Logique temporelle : opérateur de Rescher
- Scientométrie : loi de retours logarithmiques de Rescher
- Justice distributive : mesure moyenne effective de Rescher
- Dialectique : théorie des disputatios formels de Rescher

## Œuvres choisies
Pour une liste plus complète de publications des livres de 1960-2006, voir http://www.pitt.edu/~rescher/Chronological_Book_List.html.
OUP = Oxford University Press. PUP = Princeton University Press. SUNY Press = State University of New York Press. UPA = University Press of America. UPP = University of Pittsburgh Press.
- 1964. The Development of Arabic Logic. UPP.
- 1966. Galen and the Syllogism. UPP.
- 1966. The Logic of Commands. Dover Publications, New York, Routledge & Kegan Paul, Londres.
- 1967. Studies in Arabic Philosophy. UPP.
- 1969. Introduction to Value Theory. (Réédition 1982) UPA.
- 1973. The Coherence Theory of Truth. (Réédition 1982) UPA.
- 1977. Methodological Pragmatism: A Systems-Theoretic Approach to the Theory of Knowledge. Basil Blackwell ; New York University Press.
- 1978. Scientific Progress: A Philosophical Essay on the Economics of Research in Natural Science. UPP
- 1983. Risk: A Philosophical Introduction to the Theory of Risk Evaluation and Management. UPA.
- 1984. The Limits of Science. (Réédition 1999) UPP.
- 1985. The Strife of Systems: An Essay on the Grounds and Implications of Philosophical Diversity. UPP.
- 1988. Rationality. OUP.
- 1989. Cognitive Economy: Economic Perspectives in the Theory of Knowledge. UPP.
- 1989. A Useful Inheritance: Evolutionary Epistemology in Philosophical Perspective. Rowman & Littlefield.
- 1990. Human Interests: Reflections on Philosophical Anthropology. Stanford University Press.
- A System of Pragmatic Idealism
  - 1991. Volume I: Human Knowledge in Idealistic Perspective. PUP.
  - 1992. Volume II: The Validity of Values: Human Values in Pragmatic Perspective. PUP.
  - 1994. Volume III: Metaphilosophical Inquiries. PUP.
- 1993. Pluralism: Against the Demand for Consensus. OUP.
- 1995. Luck. Farrar, Straus & Giroux.
- 1995. Essays in the History of Philosophy. R-U : Aldershot.
- 1995. Process Metaphysics. SUNY Press.
- 1996. Instructive Journey: An Autobiographical Essay. UPA.
- 1997. Predicting The Future: An Introduction To The Theory Of Forecasting. SUNY Press
- 1998. Complexity: A Philosophical Overview. Transaction Publishers.
- 1999. Kant and the Reach of Reason. Cambridge University Press.
- 1999. Realistic Pragmatism: An Introduction to Pragmatic Philosophy. SUNY Press.
- 2000. Nature and Understanding: A Study of the Metaphysics of Science. OUP.
- 2001. Paradoxes: Their Roots, Range, and Resolution. Open Court Publishing.
- 2001. Process Philosophy: A Survey of Basic Issues. UPP.
- 2003. Epistemology: On the Scope and Limits of Knowledge. SUNY Press.
- 2003. On Leibniz. UPP.
- 2005. Epistemic Logic. UPP.
- 2005. Reason and Reality: Realism and Idealism in Pragmatic Perspective. Rowman & Littlefield.
- 2005-2006. Collected Papers en 10 vol., Ontos Verlag.
- 2006. Essais sur les fondements de l'ontologie du procès. Ontos Verlag[18]
- 2006. Metaphysics: The Key Issues from a Realist Perspective. Prometheus Books.
- 2006. Epistemetrics. Cambridge University Press.
- 2006. Error: On Our Predicament When Things Go Wrong. UPP.
- 2007. Conditionals. MIT Press.
- 2009. Aporetics. UPP.
- 2009. Free Will. Transaction Books.
- 2009. Ignorance: On the Wider Implications of Deficient Knowledge. UPP.
- 2009. Unknowability. Lexington Books.
- 2009. Wishful Thinking and Other Philosophical Reflections. Ontos.
- 2009. Epistemological Studies. Ontos.
- 2010. Ideas in Process: A Study of the development of Philosophical Concepts. Ontos Verlag.
- 2010. Studies in Quantitative Philosophy. Ontos Verlag.
- 2010. Reality and Its Appearance. Continuum.
- 2010. A Free Will Bibliography. Ontos. Avec Estelle Burris
- 2010. Philosophical Inquiries. UPP.
- 2010. Infinite Regress. Transaction Books
- 2010. Axiogenesis: An Essay in Metaphysical Optimalism. Lexington Books.
- 2010. Philosophical Textuality: Studies on Issues of Discourses in Philosophy. Ontos.
- 2010. On Rules and Principles: A Philosophical Study of their Nature and Function. Ontos.
- 2010. Finitude: A Study of Cognitive Limits and Limitations. Ontos.
- 2010. Beyond Sets: A Venture in Collection-Theoretico Revisionism. Ontos. Avec Patrick Grim.
- 2011. On Certainty: And Other Philosophical Essays. Ontos.
- 2011. Philosophical Explorations. Ontos.
- 2011. Philosophical Episodes. Ontos.
- 2011. Productive Evolution. Ontos.
- 2012. Pragmatism. Transaction Books.
- 2012. Reflexivity (avec Patrick Grim) Ontos.
- 2012. On Explaining Existence. Ontos.
- 2012. Philosophische Vorsellungen. Ontos.
- 2012. Philosophical Deliberations. Ontos.
- 2012. On Leibniz. UPP.
- 2012. Epistemic Merit: And Other Essays in Epistemology. Ontos.